# Pablo Montero
Oscar Daniel Hernánde Rodríguez conhecido como Pablo Montero (Torreón, 23 de agosto de 1974) é um cantor, compositor e ator mexicano.

## Biografia
Seu verdadeiro nome é Oscar Daniel Hernández Rodríguez, mas artisticamente ficou conhecido como Pablo Montero, em toda América Latina, e na comunidade hispânica nos Estados Unidos. Inicialmente foi conhecido como cantor, por conta disso lhe abriu o caminho para iniciar sua carreira como ator.
Atualmente Pablo fora a sua carreira artística dirige um SPA na sua cidade natal Torreón. Em maio de 2003, confessou que não se preocupava que o consideravam um “símbolo sexual”.
Seu gênero musical é principalmente o ritmo mexicano de ranchera, influenciado principalmente por seu padrinho, Vicente Fernández, que alcançou êxitos tais como de cantar para presidente dos Estados Unidos, na casa branca. Suas carreiras se aproximaram com as produções "Pablo Montero" e "Dónde estás corazón". Depois fizeram "Qué voy hacer sin tí" e "Pídemelo todo".
Entre as canções que Pablo escreveu estão: "Olvidarte Jamás", "Gata Salvaje", "Abrázame muy fuerte", "La revancha", entre outras.
Seu novo êxito "Piquito de oro", lhe ajudo a compor com seu grande amigo Maurico Cantona Molina, mas conhecido como "Ishmauficio". Em 2005 participou no concerto homenagem "Selena Vive!", cantando em dueto com Mariana Seoane a música Buenos amigos.
Também teve atuações em várias telenovelas de sucesso graças aos produtores da Televisa. Seus papeis sempre estiveram ligados ao homem pobre que luta contra poderosos interesses para conquistar seu amor. Seu papel como protagonista mais importante foi na telenovela Rebeca e no filme "La Lotería", atuando com a atriz mexicana Susana Zabaleta.
No ano de 2000, Pablo protagoniza Abrázame muy fuerte, ao lado dos atores Fernando Colunga e Aracely Arámbula, com quem teve um rápido romance durante as gravações. Após um descanso de dois anos das telenovelas, ele regressou em 2002 com o personagem de 'Animas' em Entre el amor y el odio. Depois não foi mais visto e só depois de quatro anos que regressou novamente a televisão, na telenovela Duelo de pasiones em 2006, onde foi protagonista e contracenou com Ludwika Paleta e José María Torre, Sergio Goyri e entre outros. Em 2008, Pablo atuou em Fuego en la Sangre, com o personagem 'Franco Reyes', sendo um dos protagonistas da telenovela, junto a Eduardo Yáñez e Jorge Salinas.
Pablo também se destaca por não ter uma boa relação com os meios de comunicação, em mais de uma ocasião esteve envolvido em conflitos com fotografos e jornalistas.
No começo de 2008 Pablo passa nos dois primeiros exames antidoping ordenados por um juiz, inclusive é parabenizado pelas autoridades estadunidenses por sair limpo de todas as drogas, mas em 31 de agosto de 2007 foi detido em Miami, por ultrapassar limite de velocidade e também portava uma quantidade de cocaína, então teve que fazer programa de reabilitação conforme determinou a justiça.
Em junho de 2008, os exames pedidos por um juiz de Miami saem positivo por cocaína, o que provocou a sua prisão. Em 16 de agosto, dois dias preso, é posto em liberdade, mas com o compromisso de seguir firme com o programa de reabilitação. Em caso de reincidir teria de voltar a prisão.
Em 2010 entra para o elenco de Triunfo del Amor, atuando ao lado de Victoria Ruffo, Maite Perroni e William Levy, fazendo par romântico com Lívia Brito.
Em 2014, foma parte do elenco de Mi Corazón es Tuyo interpretando Diego Lascuraín. Em 2015 faz uma pequena participação na novela Lo Imperdonable.

## Vida pessoal
Em 2006 ele se relacionou com a atriz Ludwika Paleta durante as gravações de Duelo de pasiones, os rumores foram certos, mas a relação durou pouco, já que na época Ludwika decidiu voltar com seu esposo, Plutarco Haza de quem ela se divorciou pouco tempo depois. Logo após sua separação de Ludwika, ele retomou uma relação que havia tido com Sandra Vidal, o casal tem um filho Pablo. Em agosto de 2008, após Pablo ter saído da prisão, ele e Sandra se separam.
Em 2011, Pablo conhece Carolina van Wielink, 19 anos mais jovem que ele, o casal se casaram, e nesse fruto tiveram as gêmeas Carolina e Daniela, em 2015 o casal havia anunciado a separação por conta da infidelidade de Pablo.

## Filmografia

### Televisão
| Ano  | Título                    | Personagem                              |
| ---- | ------------------------- | --------------------------------------- |
| 1995 | Lazos de amor             | Óscar Hernández                         |
| 1998 | Vivo por Elena            | Luis Pablo                              |
| 1999 | Nunca te olvidaré         | Álvaro Cordero                          |
| 2000 | Abrázame muy fuerte       | José María Montes                       |
| 2002 | Entre el amor y el odio   | Ánimas                                  |
| 2003 | Rebeca                    | Martín García                           |
| 2005 | Olvidarte jamas           | Cantor                                  |
| 2006 | Cuando me enamoro         | Emilio Valtierra                        |
| 2007 | Yo amo a Juan Querendón   | Ele mesmo                               |
| 2008 | Fuego en la sangre        | Franco Reyes                            |
| 2010 | Triunfo del amor          | Cruz Robles                             |
| 2011 | Una familia con suerte    | Ele mesmo                               |
| 2012 | Qué bonito amor           | Óscar Fernández, "El Coloso de Apodaca" |
| 2014 | Mi corazón es tuyo        | Diego Lascuráin Borbolla                |
| 2015 | Lo imperdonable           | Demetrio Silveira                       |
| 2019 | Silvia Pinal, frente a ti | Gustavo Alatriste                       |
| 2019 | Soltero con hijas         | Rodrigo Montero                         |
| 2022 | El último rey             | Vicente Fernández Gómez                 |

## Discografia
- El Abandonado (2011)
- Mi Tesoro Norteño (2007)
- Que Bonita Es Mi Tierra Y Sus Canciones (2006)
- A Toda Ley (2005)
- Con la bendición de Dios (2004)
- Gracias: Un Homenaje a Javier Solis (2003)
- Pidemelo todo (2002)
- Que voy A hacer sin tí (2000)
- Dónde estás corazón (1999)
- Pablo Montero (1999)

## Prêmios e Indicações
| Ano  | Festival                | Categoria               | Nomeações           | Resultado |
| ---- | ----------------------- | ----------------------- | ------------------- | --------- |
| 1999 | Prêmio TVyNovelas       | Melhor Ator Coadjuvante | Vivo por Elena      | Indicado  |
| 2001 | Prêmio TVyNovelas       | Melhor Ator Coadjuvante | Abrázame muy fuerte | Venceu    |
| 2001 | Prêmio TVyNovelas       | Melhor Ator Revelação   | Abrázame muy fuerte | Indicado  |
| 2014 | Prêmio TVyNovelas       | Melhor Ator Co-Estelar  | Qué bonito amor     | Indicado  |
| 2014 | Os Favoritos do Público | O Mais Bonito           | Qué bonito amor     | Indicado  |